# Nanjing Greenland Financial Center
Il Nanjing Greenland Financial Center (cinese semplificato: 南京紫峰大厦, noto anche come Greenland Square Zifeng Tower) è un grattacielo di 450 metri composto da 89 piani situato a Nanchino, in Cina.

## Descrizione
L'edificio è occupato da uffici, ristoranti e un osservatorio pubblico vicino alla cima. Il Greenland Square Zifeng Tower è attualmente l'ottavo edificio più alto della Cina, il nono se si considera l'International Commerce Centre di Hong Kong e la sedicesima costruzione più alta del mondo, considerando le Torri Petronas un'unica costruzione. 
La piattaforma di osservazione (a 287 m), fornisce una vista panoramica di Nanchino, il vicino fiume Yangtze, due laghi e le montagne Ningzheng Ridge. L'edificio è stato progettato da Marshall Strabala e da Adrian Smith, vincitori del concorso per la progettazione, che hanno anche lavorato insieme nel progetto del Burj Khalifa. Il progetto è stato rilevato da Gordon Gill sotto la guida di Adrian Smith per la fase di post-concorso di progettazione del complesso edilizio.